# Universidad de Ciencias Sociales y Humanidades
La Universidad de Ciencias Sociales y Humanidades o simplemente La Universidad SWPS (en polaco: SWPS Uniwersytet Humanistycznospołeczny) es una universidad privada con fines no lucrativos en Polonia fundada en 1996 por tres profesores de Psicología: Andrzej Eliasz, Zbigniew Pietrasiński y Janusz Reykowski.
Siendo una de las más grandes universidades privadas de Polonia, SWPS cuenta con más de 14 000 estudiantes de grado, posgrado y doctorado, entre los cuales se encuentran más de 1200 estudiantes internacionales representando más de 60 países. La Universidad cuenta con cinco campus situados en las ciudades principales de Polonia: Varsovia, Breslavia, Sopot, Poznan y Katowice.
La institución fue anteriormente conocida como La Escuela Superior de Psicología Social de Varsovia (Szkoła Wyższa Psychologii Społecznej, SWPS). En 2015 se le otorgó el título de Universidad según la ley polaca.

## Administración
En 2008, la posición de Fundador de la Universidad SWPS fue transferida al Instituto para el Desarrollo de Educación (Instytut Rozwoju Edukacji) y a su Presidente, Piotr Voelkel, un empresario y filántropo polaco. Antes del 2018, la Universidad SWPS fue administrada por un consejo directivo, cuyos miembros ocupaban sus cargos por un periodo de cuatro años y se juntaban anualmente. Andrzej Eliasz fue el presidente del Consejo Directivo. Los otros miembros fueron (entre otros) an Strelau (el anterior Presidente del Consejo Directivo), Michał Jan Boni (europarlamentario), Magdalena Dziewguć (Google for Work), Robert Firmhofer (Director del Centro Científico de Copernicus), Aleksander Kutela (Onet.pl S.A.), Przemysław Schmidt, Ewa Voelkel-Krokowicz. Después del 2018, según la nueva Ley de Educación Superior de Polonia, el órgano directivo de la Universidad SWPS está compuesto por un Rector y un director general.

## Rectores
- Andrzej Eliasz (1996 - 2016)
- Roman Cieślak (2016 - )[6]

## Cursos de enseñanza
La Universidad SWPS ofrece 15 programas de grado y de posgrado ensañados enteramente en inglés, así como más de 30 programas de grado, posgrado y doctorado con más de 70 especializaciones en polaco. Las principales áreas de estudio son Psicología, Derecho, Literatura y Estudios Culturales, Medios y Comunicación, Gestión, Administración y Diseño. El Ministerio de Ciencia y Educación Superior de Polonia nombró a la universidad la más prestigiosa escuela superior de todas las que ofrecen programas en Ciencias Sociales en Polonia.

## Facultades
Siete facultades de Universidad SWPS tienen el derecho de otorgar títulos de doctorado en las siguientes disciplinas: Estudios Culturales, Estudios de Literatura, Derecho y Sociología (en Varsovia), así como Psicología (en Varsovia, Breslavia y Sopot). La universidad también tiene el derecho de otorgar títulos de posdoctorado (habilitacja) en Estudios Culturales y Psicología (Varsovia y Breslavia).
1. Facultad de Psicología en Varsovia
2. Facultad de Artes y Ciencias Sociales en Varsovia
3. Facultad de Derecho en Varsovia
4. Facultad de Psicología en Sopot
5. Facultad de Psicología en Katowice
6. Facultad de Psicología en Breslavia
7. Facultad de Derecho y Comunicación en Breslavia
8. Facultad de Ciencias Sociales y Diseño en Poznan

## Integrantes notables
- Jan Strelau, doctor honoris causa[8]
- Shevah Weiss, doctor honoris causa[9]
- Robert Cialdini, doctor honoris causa[10]
- Philip Zimbardo, doctor honoris causa[11]
- Helmut Skowronek, doctor honoris causa[9]
- Małgorzata Kossut, jefa del Departamento de Psicofisiología y Procesos Cognitivos
- Jerzy Adam Kowalski, Instituto de la Cultura de la Ciencia
- Tomasz Witkowski, fundador de la  Klub Sceptyków Polskich
- Roman Laskowski, profesor catedrático de la Universidad Jaguelónica y de la Universidad de Gotemburgo
- Piotr Waglowski, investigador del proceso de comunicación en el paradigma del construccionismo social
- Andrzej Nowak, director y fundador del Instituto de la Psicología Social de Internet y Comunicación
- Jerzy Szacki, uno de los más destacado representativos de Warsaw School de la Historia de las Ideas
- Dariusz Doliński, presidente del Comité de las Ciencias Psicológicas en la Academia Polaca de Ciencias
- Bogdan Wojciszke
- Jerzy Bralczyk
- Klaus Bachmann, profesor asociado del Instituto de la Ciencia Política.

## Exalumnos notables
- Wojciech Kulesza, psicólogo, Universidad SWPS
- Michał Kosiński, psicólogo, Stanford University
- Łukasz Gawęda, psicólogo, Academia Polaca de Ciencias
- Mateusz Gola, psicólogo, Academia Polaca de Ciencias y University of California, San Diego
- Aleksandra Cisłak-Wójcik, psicóloga, Universidad SWPS
- Kaja Dobrzańska, directora de arte y diseñadora
- Mateusz Szmidt, director de arte
- Mateusz Antczak, diseñador gráfico y de comunicación
- Marek Kacprzak, periodista
- Róża Janusz, diseñadora, fundadora de biodegradable packaging
- Agata Kiedrowicz, escritora de diseño y curadora
- Agata Klimkowska, diseñadora, cofundadora de Fenek Studio
- Antonina Kiliś, diseñadora, cofundadora de Fenek Studio

## Participación social
La Universidad SWPS colabora con varias organizaciones locales y nacionales desarrollando la idea de la participación social de sus profesores y estudiantes. La institución por el medio de su Consultorio Jurídico ofrece asesoría gratuita a las personas de escasos recursos. También, en el barrio de Praga de Varsovia en el que se encuentra su campus principal, la Universidad apoya a los artesanos locales que tienen negocios pequeños. Numerosos prouectos de investigación se enfocan en los problemas sociales, empresariales y políticos como, por ejemplo, la neurociencia, perspectivas del comportamiento para la economía y las políticas públicas, la salud y la alimentación, el envejecimiento humano, la adaptación de jóvenes y dentro del programa Horizonte Europa los problemas de la UE (ej., migraciones, las relaciones entre humanos y la tecnología en el mundo digital). SWPS también colabora con varias ONG e instituciones que son devotos a problemas sociales. SWPS es la primera universidad en Europa que recibió el certificado “Journey to Changemaking” de Ashoka, así también es miembro del recién establecido Foro de Universidades Comprometidas que reúne a 7 universidades polacas comprometidas a apoyar a la iniciativa de las Naciones Unidas Objetivos de Desarrollo Sostenible.

## Clasificaciones académicas
La Universidad SWPS fue clasificada como la segundo mejor institución de enseñanza superior privada por Perspektywy 2019, el principal Ranking Académico polaco.
SWPS ha sido clasificada como 1001+ según la 2020 Clasificación académica de universidades del THE (Times Higher Education (THE). Adicionalmente, el Times Higher Education World University Rankings by subject 2020, la Universidad SWPS fue clasificada como 401+ en Psicología y 401-500 en Ciencias Soaciales. En ARWU Clasificación Académica de las Universidades del Mundo 2019 en Psicología la Universidad SWPS fue clasificada como 201-300.